# Piotr Franciszek Tarło
Piotr Franciszek Tarło herbu Topór (ur. 1672, zm. 19 listopada 1722 roku) – administrator diecezji inflanckiej w latach 1716–1720, biskup poznański od 1721 roku, prekonizowany biskupem tytularnym Claudiopolis i sufraganem poznańskim w 1713 roku, wikariusz generalny i oficjał poznański, archidiakon poznański w 1714 roku, archidiakon śremski w 1712 roku, kanonik poznański w 1694 roku, kanonik krakowski w 1712 roku, proboszcz w Pacanowie i Morawicy, opat komendatoryjny paradyski.

## Życiorys
Syn wojewody smoleńskiego Adama i Franciszki Opalińskiej. Brat cioteczny królowej Katarzyny Opalińskiej. Od 30 stycznia 1713 biskup tytularny klaudiopolitański i sufragan poznański.
Tak opisuje biskupa Kasper Niesiecki: piękne z natury przymioty, okrasił niepospolitą cnotą, wrodzoną submissyą, nieporównaną ludzkością, układnością obyczajów,....
Od 16 grudnia 1720 ordynariusz poznański. Zmarł w Warszawie w 1722 roku.
Pochowany w kościele misjonarzy Św. Krzyża w Warszawie.